# Night Visions
Night Visions, titulada en España Gritos en la noche y Noches de terror en Hispanoamérica, es una serie de televisión estadounidense creada al estilo de The Twilight Zone. Cada episodio se componía de dos historias cortas que trataban temas sobrenaturales o que simplemente exploraban el lado oscuro de la naturaleza humana.
Henry Rollins presentaba cada historia, aunque su nombre no aparecía en los créditos. Junto a Rollins, la serie incluía algunos nombres importantes como Lou Diamond Phillips, Cary Elwes, Malcolm McDowell, Stephen Baldwin, Thora Birch, Natasha Lyonne, Bill Pullman, Brian Dennehy, Bridget Fonda, Sherilyn Fenn, Jason London, Jack Palance, Jay Mohr, Luke Perry, Pam Grier, Aidan Quinn, Kelly Rutheford, Michael Rapaport, Miguel Ferrer y Jaime Kennedy, entre otros.
Las historias fueron dirigidas por varios directores, algunos de renombre como Tobe Hooper, Joe Dante o Paul Shapiro, y otros, como Brian Dennehy, JoBeth Williams o Bill Pullman, eran actores metidos a faenas de director. Otros directores fueron Ian Toynton, Jefery Levy, Ernest R. Dickerson, Keith Gordon y Bryan Spicer.
La serie duró una sola temporada. Salvo seis historias, se emitió originalmente en la FOX. Posteriormente sería emitida por completo en el Sci-Fi Channel. Cuatro de las historias originalmente no emitidas (Patterns, The Maze, Harmony y Voices) fueron editadas para el telefilm del Sci-Fi Channel, Shadow Realm, para el que se quitaron las introducciones de Rollins y el título Night Visions.

## Lista de capítulos
- The Passenger List
- The Bokor
- Dead Air
- Renovation
- A View Through the Window
- Quiet Please
- Now He's Coming Up the Stairs
- Used Car
- Rest Stop
- Afterlife
- If a Tree Falls...
- The Occupant
- Reunion
- Neighborhood Watch
- Bitter Harvest
- My So-Called Life and Death
- The Doghouse
- Still Life
- Hate Puppet
- Darkness
- The Maze
- Harmony
- Cargo
- Switch
- Patterns
- Voices